# Provița de Jos
Provița de Jos község Prahova megyében, Munténiában, Romániában. A hozzá tartozó települések: Drăgăneasa és Piatra.

## Fekvése
A megye nyugati részén található, a megyeszékhelytől, Ploieşti-től, negyvenegy kilométerre északnyugatra, a Provița patak mentén, a Szubkárpátok dombságain.

## Történelem
A 19. század végén a község Prahova megye Prahova járásához tartozott és Drăgăneasa, Piatra, Provița valamint Provița de Jos falvakból állt. Ebben az időszakban ezen településeknek összesen 1560 lakosa volt. A község tulajdonában volt egy iskola, egy templom és egy vízimalom a Provița patakon.
A két világháború között a Prahova megyei Câmpina járáshoz tartozott.
1950-ben közigazgatási átszervezés alapján, a Prahova-i régió Câmpina rajonjához került, majd 1952-ben a Ploiești régióhoz csatolták.
1968-ban ismét megyerendszert vezettek be az országban, így megint Prahova megye része lett.

## Lakossága
A nemzetiségi megoszlás a következő:
| 2002     | 2002 | 2002   |
| -------- | ---- | ------ |
| Románok  | 2360 | 92,18% |
| Romák    | 195  | 7,61%  |
| Görögök  | 2    | 0,07%  |
| Magyarok | 1    | 0,03%  |
| Ukránok  | 1    | 0,03%  |
| Zsidók   | 1    | 0,03%  |
| Összesen | 2560 | 100,0% |